# Khu công nghiệp (Việt Nam)
Khu công nghiệp ở Việt Nam là khu vực có ranh giới địa lý xác định, chuyên sản xuất hàng công nghiệp và thực hiện dịch vụ cho sản xuất công nghiệp, được thành lập theo điều kiện, trình tự và thủ tục quy định tại Nghị định 82/2018/NĐ-CP. Đây là khu vực dành cho phát triển công nghiệp theo một quy hoạch cụ thể nào đó nhằm đảm bảo được sự hài hòa và cân bằng tương đối giữa các mục tiêu kinh tế – xã hội – môi trường. Khu công nghiệp được Chính phủ cấp phép đầu tư với hệ thống hạ tầng kỹ thuật và pháp lý riêng. Những khu công nghiệp có quy mô nhỏ thường được gọi là cụm công nghiệp.
Tính đến tháng 7/2024 Việt Nam đã thành lập 429 khu công nghiệp, với tổng diện tích đất hơn 142.162 ha, phân bổ rộng khắp các vùng miền và tập trung chủ yếu ở khu vực miền Bắc và miền Nam. Tỷ lệ lấp đầy các khu công nghiệp Việt Nam cao, trung bình khoảng 80%. Xét riêng từng khu vực, khu vực miền Bắc và khu vực miền Nam có tỉ lệ lấp đầy trung bình cao, đều đạt trên 83%. Tỷ lệ lấp đầy trung bình các Khu tại khu vực miền Trung chỉ đạt hơn 64%.  Ngoài ra, Việt Nam còn rất nhiều tiềm năng và dư địa để thu hút vốn đầu tư nước ngoài với các chính sách đầu tư cho cơ sở hạ tầng, ưu đãi miễn thuế, giảm thuế, giảm giá thuê đất công nghiệp...

## Danh sách các khu công nghiệp Việt Nam
Dưới đây là danh sách các khu công nghiệp (chưa đầy đủ) được Chính phủ Việt Nam đồng ý thành lập:
| Tên Khu công nghiệp                                                         | Địa phương        | Diện tích năm 2020  | Văn bản phê duyệt                                                                |
| --------------------------------------------------------------------------- | ----------------- | ------------------- | -------------------------------------------------------------------------------- |
| KCN Sonadezi Châu Đức                                                       | Bà Rịa – Vũng Tàu | 2287                | Quyết định số 1107/QĐ-TTg                                                        |
| KCN Hiệp Phước                                                              | TP. Hồ Chí Minh   | 2000                | Quyết định số 188/2004/QĐ-TTg                                                    |
| KCN Tân Phú Trung                                                           | TP. Hồ Chí Minh   | 590                 | Số 861/CP-CN                                                                     |
| KCN Đông Nam                                                                | TP. Hồ Chí Minh   | 342,53              | Quyết định số 5945/QĐ-UBND                                                       |
| KCN Phước Đông                                                              | Tây Ninh          | 3158                | Quyết định số 1107/QĐ-TTg                                                        |
| KCN Song Khê - Nội Hoàng                                                    | Bắc Giang         | 150                 | Quyết định số 1107/QĐ-TTg                                                        |
| KCN Lương Sơn                                                               | Hòa Bình          | 72                  | Quyết định số 1107/QĐ-TTg                                                        |
| KCN Mai Sơn                                                                 | Sơn La            | 150                 | Quyết định số 1107/QĐ-TTg                                                        |
| KCN Lương Sơn                                                               | Thái Nguyên       | 150                 | Quyết định số 1107/QĐ-TTg                                                        |
| KCN Sông Công 2                                                             | Thái Nguyên       | 250                 | Quyết định số 1107/QĐ-TTg                                                        |
| KCN Phù Ninh                                                                | Phú Thọ           | 100                 | Quyết định số 1107/QĐ-TTg                                                        |
| KCN Long Bình An                                                            | Tuyên Quang       | 200                 | Quyết định số 1107/QĐ-TTg                                                        |
| KCN Đông Phố Mới                                                            | Lào Cai           | 100                 | Quyết định số 1107/QĐ-TTg                                                        |
| KCN phía Đông Nam                                                           | Điện Biên         | 60                  | Quyết định số 1107/QĐ-TTg                                                        |
| KCN Thanh Bình                                                              | Bắc Kạn           | 70                  | Quyết định số 1107/QĐ-TTg                                                        |
| KCN Bình Vàng                                                               | Hà Giang          | 100                 | Quyết định số 1107/QĐ-TTg                                                        |
| KCN phía Nam Yên Bái                                                        | Yên Bái           | 100                 | Quyết định số 1107/QĐ-TTg                                                        |
| KCN Đồng Bành                                                               | Lạng Sơn          | 207                 | Quyết định số 1107/QĐ-TTg                                                        |
| KCN Đề Thám                                                                 | Cao Bằng          | 100                 | Quyết định số 1107/QĐ-TTg                                                        |
| KCN Quế Võ III Lưu trữ ngày 8 tháng 8 năm 2020 tại Wayback Machine          | Bắc Ninh          | 303.8 (Giai đoạn 1) | Quyết định số 1107/QĐ-TTg                                                        |
| KCN Nam Sơn - Hạp Lĩnh                                                      | Bắc Ninh          | 200                 | Quyết định số 1107/QĐ-TTg                                                        |
| KCN Yên Phong II                                                            | Bắc Ninh          | 300                 | Quyết định số 1107/QĐ-TTg                                                        |
| KCN Quế Võ II                                                               | Bắc Ninh          | 200                 | Quyết định số 1107/QĐ-TTg                                                        |
| KCN Thuận Thành                                                             | Bắc Ninh          | 200                 | Quyết định số 1107/QĐ-TTg                                                        |
| KCN Tân Trường Lưu trữ ngày 8 tháng 8 năm 2020 tại Wayback Machine          | Hải Dương         | 198                 | Quyết định số 1107/QĐ-TTg                                                        |
| KCN Nam Sách Lưu trữ ngày 8 tháng 8 năm 2020 tại Wayback Machine            | Hải Dương         | 62                  | Quyết định số 1107/QĐ-TTg                                                        |
| KCN Phúc Điền Lưu trữ ngày 8 tháng 8 năm 2020 tại Wayback Machine           | Hải Dương         | 82                  | Quyết định số 1107/QĐ-TTg                                                        |
| KCN Việt Hoà                                                                | Hải Dương         | 47                  | Quyết định số 1107/QĐ-TTg                                                        |
| KCN Phú Thái                                                                | Hải Dương         | 72                  | Quyết định số 1107/QĐ-TTg                                                        |
| KCN Cộng Hoà                                                                | Hải Dương         | 300                 | Quyết định số 1107/QĐ-TTg                                                        |
| KCN Tàu thủy Lai Vu                                                         | Hải Dương         | 212                 | Quyết định số 1107/QĐ-TTg                                                        |
| KCN Minh Quang Lưu trữ ngày 8 tháng 8 năm 2020 tại Wayback Machine          | Hưng Yên          | 153                 | Quyết định số 1107/QĐ-TTg                                                        |
| KCN thị xã Hưng Yên                                                         | Hưng Yên          | 60                  | Quyết định số 1107/QĐ-TTg                                                        |
| KCN Minh Đức                                                                | Hưng Yên          | 200                 | Quyết định số 1107/QĐ-TTg                                                        |
| KCN Vĩnh Khúc                                                               | Hưng Yên          | 200                 | Quyết định số 1107/QĐ-TTg                                                        |
| KCN Đò Nống - Chợ Hỗ                                                        | Hải Phòng         | 150                 | Quyết định số 1107/QĐ-TTg                                                        |
| KCN Nam Cầu Kiền                                                            | Hải Phòng         | 100                 | Quyết định số 1107/QĐ-TTg                                                        |
| KCN Tràng Duệ                                                               | Hải Phòng         | 150                 | Quyết định số 1107/QĐ-TTg                                                        |
| KCN Tàu thủy An Hồng                                                        | Hải Phòng         | 30                  | Quyết định số 1107/QĐ-TTg                                                        |
| KCN Đông Mai                                                                | Quảng Ninh        | 200                 | Quyết định số 1107/QĐ-TTg                                                        |
| KCN Tàu thủy Cái Lân                                                        | Quảng Ninh        | 70                  | Quyết định số 1107/QĐ-TTg                                                        |
| KCN Hà Nội Đài Tư Lưu trữ ngày 8 tháng 8 năm 2020 tại Wayback Machine       | Hà Nội            | 40                  | Quyết định số 1107/QĐ-TTg                                                        |
| KCN Quang Minh Lưu trữ ngày 8 tháng 8 năm 2020 tại Wayback Machine          | Hà Nội            | 343                 | Quyết định số 1107/QĐ-TTg                                                        |
| KCN Thạch Thất Quốc Oai Lưu trữ ngày 8 tháng 8 năm 2020 tại Wayback Machine | Hà Nội            | 148                 | Quyết định số 1107/QĐ-TTg                                                        |
| KCN Đông Anh                                                                | Hà Nội            | 300                 | Quyết định số 1107/QĐ-TTg                                                        |
| KCN Sóc Sơn                                                                 | Hà Nội            | 300                 | Quyết định số 1107/QĐ-TTg                                                        |
| KCN Khai Quang                                                              | Vĩnh Phúc         | 262                 | Quyết định số 1107/QĐ-TTg                                                        |
| KCN Chấn Hưng                                                               | Vĩnh Phúc         | 80                  | Quyết định số 1107/QĐ-TTg                                                        |
| KCN Bá Thiện 2 Lưu trữ ngày 29 tháng 11 năm 2012 tại Wayback Machine        | Vĩnh Phúc         | 327                 | Quyết định số 1107/QĐ-TTg                                                        |
| KCN An Hòa                                                                  | Thái Bình         | 400                 | Quyết định số 1107/QĐ-TTg                                                        |
| KCN Đồng Văn II Lưu trữ ngày 8 tháng 8 năm 2020 tại Wayback Machine         | Hà Nam            | 323                 | Quyết định số 1107/QĐ-TTg                                                        |
| KCN Châu Sơn                                                                | Hà Nam            | 170                 | Quyết định số 1107/QĐ-TTg                                                        |
| KCN Ascendas - Protrade                                                     | Hà Nam            | 300                 | Công văn 1350/TTg-KTN                                                            |
| KCN Liêm Cần - Thanh Bình                                                   | Hà Nam            | 200                 | Công văn 1350/TTg-KTN                                                            |
| KCN Thanh Liêm                                                              | Hà Nam            | 293                 | Quyết định số 281/QĐ-TTg                                                         |
| KCN ITAHAN                                                                  | Hà Nam            | 300                 | Công văn 1350/TTg-KTN                                                            |
| KCN Đồng Văn I                                                              | Hà Nam            | 300                 | Quyết định 1107/QĐ-TTg                                                           |
| KCN Mỹ Trung                                                                | Nam Định          | 150                 | Quyết định số 1107/QĐ-TTg                                                        |
| KCN Bảo Minh                                                                | Nam Định          | 150                 | Quyết định số 1107/QĐ-TTg                                                        |
| KCN Thành An                                                                | Nam Định          | 105                 | Quyết định số 1107/QĐ-TTg                                                        |
| KCN Hồng Tiến (Ý Yên I)                                                     | Nam Định          | 150                 | Quyết định số 1107/QĐ-TTg                                                        |
| KCN Nghĩa An (Nam Trực)                                                     | Nam Định          | 150                 | Quyết định số 1107/QĐ-TTg                                                        |
| KCN Ý Yên II (Ý Yên)                                                        | Nam Định          | 200                 | Quyết định số 1107/QĐ-TTg                                                        |
| KCN Gián Khẩu                                                               | Ninh Bình         | 262                 | Công văn số: 1818/TTg-KTN                                                        |
| KCN Khánh Phú                                                               | Ninh Bình         | 334                 | Công văn số: 1818/TTg-KTN                                                        |
| KCN Phúc Sơn                                                                | Ninh Bình         | 134                 | Công văn số: 1818/TTg-KTN                                                        |
| KCN Khánh Cư                                                                | Ninh Bình         | 170                 | Công văn số: 1818/TTg-KTN                                                        |
| KCN Kim Sơn                                                                 | Ninh Bình         | 200                 | Quyết định số: 1499/TTg-KTN Lưu trữ ngày 20 tháng 8 năm 2014 tại Wayback Machine |
| KCN Tam Điệp II                                                             | Ninh Bình         | 386                 | Quyết định số: 1499/TTg-KTN Lưu trữ ngày 20 tháng 8 năm 2014 tại Wayback Machine |
| KCN Tam Điệp I                                                              | Ninh Bình         | 64                  | Quyết định số 1107/QĐ-TTg                                                        |
| KCN Bỉm Sơn, Bắc Khu A Lưu trữ ngày 8 tháng 8 năm 2020 tại Wayback Machine  | Thanh Hóa         | 450                 | Quyết định số 1107/QĐ-TTg                                                        |
| KCN Lam Sơn                                                                 | Thanh Hoá         | 200                 | Quyết định số 1107/QĐ-TTg                                                        |
| KCN Cửa Lò                                                                  | Nghệ An           | 50                  | Quyết định số 1107/QĐ-TTg                                                        |
| KCN Hạ Vàng                                                                 | Hà Tĩnh           | 100                 | Quyết định số 1107/QĐ-TTg                                                        |
| KCN Gia Lách                                                                | Hà Tĩnh           | 100                 | Quyết định số 1107/QĐ-TTg                                                        |
| KCN Bắc Đồng Hới                                                            | Quảng Bình        | 150                 | Quyết định số 1107/QĐ-TTg                                                        |
| KCN Quán Ngang                                                              | Quảng Trị         | 140                 | Quyết định số 1107/QĐ-TTg                                                        |
| KCN Tứ Hạ                                                                   | Thừa Thiên Huế    | 100                 | Quyết định số 1107/QĐ-TTg                                                        |
| KCN Phong Thu                                                               | Thừa Thiên Huế    | 100                 | Quyết định số 1107/QĐ-TTg                                                        |
| KCN Hoà Cầm 2                                                               | Đà Nẵng           | 150                 | Quyết định số 1107/QĐ-TTg                                                        |
| KCN Hoà Ninh                                                                | Đà Nẵng           | 200                 | Quyết định số 1107/QĐ-TTg                                                        |
| KCN Thuận Yên                                                               | Quảng Nam         | 230                 | Quyết định số 1107/QĐ-TTg                                                        |
| KCN Đông Quế Sơn                                                            | Quảng Nam         | 200                 | Quyết định số 1107/QĐ-TTg                                                        |
| KCN Phổ Phong                                                               | Quảng Ngãi        | 140                 | Quyết định số 1107/QĐ-TTg                                                        |
| KCN Phú Tài                                                                 | Bình Định         | 350                 | Quyết định số 1127/QĐ-TTg                                                        |
| KCN Long Mỹ                                                                 | Bình Định         | 120                 | Quyết định số 561/CP-CN                                                          |
| KCN Cát Trinh                                                               | Bình Định         | 370                 | Quyết định số 1975/TTg-KTN                                                       |
| KCN Bình Nghi - Nhơn Tân                                                    | Bình Định         | 370                 | Quyết định số 1975/TTg-KTN                                                       |
| KCN Nhơn Hội                                                                | Bình Định         | 1050                | Quyết định số 141/2005/QĐ-TTg                                                    |
| KCN Nhơn Hòa                                                                | Bình Định         | 320                 | Quyết định số 1107/QĐ-TTg                                                        |
| KCN Hoà Hội                                                                 | Bình Định         | 340                 | Quyết định số 1107/QĐ-TTg                                                        |
| KCN Đông Bắc Sông Cầu                                                       | Phú Yên           | 105                 | Quyết định số 1107/QĐ-TTg                                                        |
| KCN An Phú                                                                  | Phú Yên           | 100                 | Quyết định số 1107/QĐ-TTg                                                        |
| KCN Hòa Tâm                                                                 | Phú Yên           | 150                 | Quyết định số 1107/QĐ-TTg                                                        |
| KCN Nam Cam Ranh                                                            | Khánh Hoà         | 200                 | Quyết định số 1107/QĐ-TTg                                                        |
| KCN Bắc Cam Ranh                                                            | Khánh Hoà         | 150                 | Quyết định số 1107/QĐ-TTg                                                        |
| KCN Du Long                                                                 | Ninh Thuận        | 410                 | Quyết định số 1107/QĐ-TTg                                                        |
| KCN Hàm Kiệm I                                                              | Bình Thuận        | 147                 | Quyết định số 1107/QĐ-TTg                                                        |
| KCN Hàm Kiệm II                                                             | Bình Thuận        | 433                 | Quyết định số 1107/QĐ-TTg                                                        |
| KCN Phan Thiết I                                                            | Bình Thuận        | 58                  | Quyết định số 1107/QĐ-TTg                                                        |
| KCN Phan Thiết II                                                           | Bình Thuận        | 47                  | Quyết định số 1107/QĐ-TTg                                                        |
| KCN Hòa Phú                                                                 | Đắk Lăk           | 100                 | Quyết định số 1107/QĐ-TTg                                                        |
| KCN Tây Pleiku                                                              | Gia Lai           | 200                 | Quyết định số 1107/QĐ-TTg                                                        |
| KCN Hòa Bình                                                                | Kon Tum           | 100                 | Quyết định số 1107/QĐ-TTg                                                        |
| KCN Phú Hội                                                                 | Lâm Đồng          | 174                 | Quyết định số 1107/QĐ-TTg                                                        |
| KCN Nhân Cơ                                                                 | Đắk Nông          | 100                 | Quyết định số 1107/QĐ-TTg                                                        |
| KCN Tân Phú                                                                 | Đồng Nai          | 60                  | Quyết định số 1107/QĐ-TTg                                                        |
| KCN Ông Kèo                                                                 | Đồng Nai          | 300                 | Quyết định số 1107/QĐ-TTg                                                        |
| KCN Bàu Xéo                                                                 | Đồng Nai          | 500                 | Quyết định số 1107/QĐ-TTg                                                        |
| KCN Lộc An - Bình Sơn                                                       | Đồng Nai          | 500                 | Quyết định số 1107/QĐ-TTg                                                        |
| KCN Long Đức                                                                | Đồng Nai          | 450                 | Quyết định số 1107/QĐ-TTg                                                        |
| KCN Long Khánh                                                              | Đồng Nai          | 300                 | Quyết định số 1107/QĐ-TTg                                                        |
| KCN Giang Điền                                                              | Đồng Nai          | 500                 | Quyết định số 1107/QĐ-TTg                                                        |
| KCN Dầu Giây                                                                | Đồng Nai          | 300                 | Quyết định số 1107/QĐ-TTg                                                        |
| KCN Mỹ Phước 1                                                              | Bình Dương        | 450                 | Quyết định số 452/QĐ-TTg                                                         |
| KCN Mỹ Phước 2                                                              | Bình Dương        | 800                 | Quyết định số 59/TTg-CN                                                          |
| KCN Mỹ Phước 3                                                              | Bình Dương        | 1000                | Quyết định số 1107/QĐ-TTg                                                        |
| KCN Xanh Bình Dương                                                         | Bình Dương        | 200                 | Quyết định số 1107/QĐ-TTg                                                        |
| KCN An Tây                                                                  | Bình Dương        | 500                 | Quyết định số 1107/QĐ-TTg                                                        |
| KCN Việt Nam - Singapore                                                    | Bình Dương        | 500                 | Quyết định số 870/TTg                                                            |
| KCN VSIP II                                                                 | Bình Dương        | 345                 | Quyết định số 870/TTg                                                            |
| KCN VSIP III                                                                | Bình Dương        | 1000                | Quyết định số 40/QĐ-TTg                                                          |
| KCN Bàu Bàng                                                                | Bình Dương        | 997,74              | Quyết định số số 566/TTg-CN                                                      |
| KCN Bình An                                                                 | Bình Dương        | 25,9                | Quyết định số 1722/CP-CN                                                         |
| KCN Đất Cuốc                                                                | Bình Dương        | 212,84              | Quyết định số 3590/QĐ                                                            |
| KCN Nam Tân Uyên                                                            | Bình Dương        | 330,51              | Quyết định số 1717/CP-CN                                                         |
| KCN Nam Tân Uyên Mở Rộng                                                    | Bình Dương        | 288,52              | Quyết định số 1285/TTg-KCN                                                       |
| KCN Rạch Bắp                                                                | Bình Dương        | 278,6               | Quyết định số 1838/TTg-CN                                                        |
| KCN Sóng Thần 1                                                             | Bình Dương        | 178                 | Quyết định số 577/TTg                                                            |
| KCN Sóng Thần 2                                                             | Bình Dương        | 279,27              | Quyết định số 796/TTg                                                            |
| KCN Sóng Thần 3                                                             | Bình Dương        | 533,85              | Quyết định số 912/QĐ-TTg                                                         |
| KCN Tân Đông Hiệp A                                                         | Bình Dương        | 52,86               | Quyết định số 1282/QĐ-TTg                                                        |
| KCN Tân Đông Hiệp B                                                         | Bình Dương        | 162,92              | Quyết định số 327/TTg                                                            |
| KCN Thới Hoà                                                                | Bình Dương        | 202,4               | Quyết định số số 1717/CP-CN                                                      |
| KCN Việt Hương 2                                                            | Bình Dương        | 250                 | Quyết định số 3681/QĐ-CT                                                         |
| KCN Tân Bình                                                                | Bình Dương        | 352,5               | Quyết định số 1158/TTg-KTN                                                       |
| KCN Phú Tân                                                                 | Bình Dương        | 107                 | Quyết định số 912/QĐ-TTg                                                         |
| KCN Bình Đường                                                              | Bình Dương        | 16,5                | Quyết định số 196/TTg                                                            |
| KCN Mai Trung                                                               | Bình Dương        | 50,55               | Quyết định số 1475/CP-CN                                                         |
| KCN Minh Hưng - Sikico                                                      | Bình Phước        | 655                 | Quyết định số 1107/QĐ-TTg                                                        |
| KCN Nam Đồng Phú                                                            | Bình Phước        | 150                 | Quyết định số 1107/QĐ-TTg                                                        |
| KCN Tân Khai                                                                | Bình Phước        | 700                 | Quyết định số 1107/QĐ-TTg                                                        |
| KCN Minh Hưng                                                               | Bình Phước        | 700                 | Quyết định số 1107/QĐ-TTg                                                        |
| KCN Đồng Xoài                                                               | Bình Phước        | 650                 | Quyết định số 1107/QĐ-TTg                                                        |
| KCN Bắc Đồng Phú                                                            | Bình Phước        | 250                 | Quyết định số 1107/QĐ-TTg                                                        |
| KCN Long Hương                                                              | Bà Rịa – Vũng Tàu | 400                 | Quyết định số 1107/QĐ-TTg                                                        |
| KCN Phú Hữu                                                                 | TP. Hồ Chí Minh   | 162                 | Quyết định số 1107/QĐ-TTg                                                        |
| KCN Trâm Vàng                                                               | Tây Ninh          | 375                 | Quyết định số 1107/QĐ-TTg                                                        |
| KCN Cầu Tràm (Cầu Đước)                                                     | Long An           | 80                  | Quyết định số 1107/QĐ-TTg                                                        |
| KCN Mỹ Yên - Tân Bửu - Long Hiệp                                            | Long An           | 340                 | Quyết định số 1107/QĐ-TTg                                                        |
| KCN Nhật Chánh                                                              | Long An           | 122                 | Quyết định số 1107/QĐ-TTg                                                        |
| KCN Đức Hòa III                                                             | Long An           | 2300                | Quyết định số 1107/QĐ-TTg                                                        |
| KCN Thạnh Đức                                                               | Long An           | 256                 | Quyết định số 1107/QĐ-TTg                                                        |
| KCN An Nhật Tân                                                             | Long An           | 120                 | Quyết định số 1107/QĐ-TTg                                                        |
| KCN Long Hậu (bao gồm 3 giai đoạn)                                          | Long An           | 425                 | Quyết định số 1107/QĐ-TTg                                                        |
| KCN Tân Thành                                                               | Long An           | 300                 | Quyết định số 1107/QĐ-TTg                                                        |
| KCN Nam Tân Tập                                                             | Long An           | 200                 | Quyết định số 1107/QĐ-TTg                                                        |
| KCN Bắc Tân Tập                                                             | Long An           | 100                 | Quyết định số 1107/QĐ-TTg                                                        |
| KCN Tàu thủy Soài Rạp                                                       | Tiền Giang        | 290                 | Quyết định số 1107/QĐ-TTg                                                        |
| KCN An Hiệp                                                                 | Bến Tre           | 72                  | Quyết định số 1107/QĐ-TTg                                                        |
| KCN Sông Hậu                                                                | Đồng Tháp         | 60                  | Quyết định số 1107/QĐ-TTg                                                        |
| KCN Bình Minh                                                               | Vĩnh Long         | 162                 | Quyết định số 1107/QĐ-TTg                                                        |
| KCN Hưng Phú 2                                                              | Cần Thơ           | 226                 | Quyết định số 1107/QĐ-TTg                                                        |
| KCN Bình Long                                                               | An Giang          | 67                  | Quyết định số 1107/QĐ-TTg                                                        |
| KCN Bình Hòa                                                                | An Giang          | 150                 | Quyết định số 1107/QĐ-TTg                                                        |
| KCN Thạnh Lộc                                                               | Kiên Giang        | 100                 | Quyết định số 1107/QĐ-TTg                                                        |
| KCN Rạch Vợt                                                                | Kiên Giang        | 100                 | Quyết định số 1107/QĐ-TTg                                                        |
| KCN Sông Hậu                                                                | Hậu Giang         | 150                 | Quyết định số 1107/QĐ-TTg                                                        |
| KCN Trần Đề                                                                 | Sóc Trăng         | 140                 | Quyết định số 1107/QĐ-TTg                                                        |
| KCN Đại Ngãi                                                                | Sóc Trăng         | 120                 | Quyết định số 1107/QĐ-TTg                                                        |
| KCN Trà Kha                                                                 | Bạc Liêu          | 66                  | Quyết định số 1107/QĐ-TTg                                                        |

## Mục tiêu phát triển
Định hướng giai đoạn 2023-2030 thị trường bất động sản Việt Nam nói chung và khu công nghiệp Việt Nam sẽ tăng trưởng ổn định từ giữa quý 2/2024 theo xu hướng hình chữ V.